# Монгольські вторгнення до Польщі
Монгольські вторгнення до Польщі — військові кампанії монголів, здійснені у 1241, 1259—1260 і 1287–1288 роках. Незважаючи на загал вдалі дії, вони не призвели до завоювань або встановлення зверхності Золотої Орди над Польським королівством.

## Історія

### Передумови
1236 року почався західний похід монголів. До 1237 року було підкорено Волзьку Болгарію. У 1237—1238 роках здійснено походи проти князівств Північної Русі, наслідком чого стало їх підкорення. У 1238—1239 роках було переможено половецьких ханів на півдні — в Білій Куманії, Передкавказзі та Криму. У 1239—1240 роках було підкорено Чернігівське і Київське князівства, Руське королівство.
1241 року почалося вторгнення до Центральної Європи. Монголи для цього виокремили 3 армії. Одна з них рушила проти Польщі. Припускають, що хан Бату і Субутай розглядали цій напрямок як другорядний, намагаючись запезпечитити тили з півночі.

### Перше вторгнення
У січні 1241 року монгольські війська під орудою Байдара, Кадана і Орда Іхена вступили на територію Польщі. Один загін під проводом Байдара через Люблін дійшов до Завіхоста, а другий — Кадана — через Берестя до Дорогичину. Частина монгольських військ Орда Іхена дійшла до міста Новогрудок, а потім зворотним шляхом монголи дійшли до Сандомира, який взяли в лютому. Далі вони пішли до Копшивниця, Вісліца, Ґміна Скальбмеж. При цьому великі втрати несло польське населення. Польські князі зібрали війська і рушили до Сандомиру. Монгольські війська відступили. Поляки погналися за ними, це призвело до битви під Турськом, що закінчилася поразкою поляків. Монголи повернулися до Сандомиру, який впав й був сплюндрований.
Тут монгольська армія розділилася на дві частини. Одна частина, числом до 15 тисяч чоловік, під проводом Байдара і Орда-Іхена, пішла до Кракова. Інша, до 10 тисяч чоловік, під проводом Кадана — на Куявію. Краківські війська воєводи Владислава Клеменса і сандомирські — воєводи Пакослава і каштеляна Якуба Ратиборовича намагались закрити шлях на Краків, але були розбиті відповідно під Хмільником (Шидловце) 18 березня й під Торчком 19 березня. 22 березня монголи зайняли Краків, а потім Битом.
1 квітня монголи пішли на Вроцлав. Під час переправи розвідувальних загонів Байдара через Одру під Рацибужом на них напали поляки і перемогли. Коли ж підійшли основні монгольські сили, то попрямували до Ополе. Там відбулася ще одна битва. Незважаючи на чисельну перевагу, поляки відступили до Вроцлава. Потім монголи пішли до Легніци, де збиралися об'єднатися армії польського і чеського королів. В ході вирішальної битви антимонгольска коаліція зазнала нищівної поразки. Король Польщі був убитий. Однак залишалися чеські війська, які представляли загрозу монголам. Тому Байдар спустошив Моравію, після чого його війська пішли в Угорщину на допомогу Бату.
Разом з тим Кадан вдерся до Мазовії, яку суттєво сплюндрував. Прусський хронограф повідомляє також про набіг монголів на Пруссію. За цим рушим на південь, де з'єднався з Байдаром.

### Друге вторгнення
Взимку 1259—1260 років відбулося друге вторгнення під проводом Бурундая. Причиною стали успішні дії короля Данила Галицького під час навали орд монгольского полководця-чингізида Куремси, у ході якого перший очистив від впливу Золотої Орди та приєднав до королівства Русі всі її володіння до самого Києва.
Бурундай вирішив послабити його союзників — угорського короля Белу IV та краковського герцога Болеслава V Сором'язливого, і заодно — позбавити Галицько-Волинського правителя авторитету в їх очах. Для цього разом з монголами у рейді брали участь галицько-волинська дружина та вої, половці, і, імовірно — литовці та ятвяги.
На початку грудня 1259 року Бурундай наказав допоміжним силам захопити Сандомир, в цей же час армія Орди просувалася на Захід, разграбувавши абатства Копшивниці і Вонхоцка. В Північному напрямку їх рух скінчився на Радомщині, в Західному — на Сулейовщині. В середині січня дві колони ординських військ зустрілися поблизу Кельцю і Хенцини. Втім героїчна оборона Сандомиру затримала монголів та їх васалів до лютого 1260 року.
У другій половині лютого, монголи досягли Кракова та швидко захопили більшу частину міста, проте не змогли взяти добре укріплену та зихищену Вавельську фортецю. Наприкінці березня 1260 монгольські війська залишили Польщу.

### Третє вторгнення
Фактичний правитель Золотої Орди Ногай мріяв про розширення власних володінь та впливу. У 1285 році угорський король Ласло IV звернувся за допомогою до половців проти Золотої Орди. Цей факт Ногай вирішив використати для встановлення впливу в Угорщині, землі якої межували з крилом Мувалом, офіційним очільником якого був Ногай.
1287 року мазовецький князь Болеслав II здійснив набіг на прикордонні землі Волинського князівства. Побоючись удару в спину, монгольське військо, що підійшло до угорських кордонів змінило напрямок походу. 7 грудня 1287 року розпочався напад на Польщу. Північна частина монгольських військ під командуванням хана Тула-Буги рушила до Сандомирської землі; а південна частина під проводом Ногая — на Краків. Лешко II Чорний зміг зібрати військо, яке вдвічі було менше за вороже. Північна монгольська армія захопила Люблін, після чого пройшла до Завіхосту, спробувала переправитися через Віслу, але через крихкий лід не змогла цього зробити. Лише по настанні морозів, монголи змогли перебратися на інший берег і вдертися до Сандомирської землі. Тим часом один монгольський загін розорив Мазовецьке князівство. Під Лагувим поляки здобули перемогу над частиною монгольських військ. Тим часом Ногай 24 грудня 1287 року почав облогу Кракова, сплюндрувавши навколишні землі. Невеликий монгольський загін пішов до Підгаля і спробував його зруйнувати, спалив Подолинець і взяв участь в битві над Дунайцем. Інший, більш великий загін, обложив Стари-Сонч. На нього напало угорсько-польське військо і знову здобуло перемогу. Ногай вирішив відступити. Наприкінці січня монгольське військо відступило з Польщі.

## Результати
Під час першої кампанії монголи зуміли домогтися поставлених цілей — завдати поразки основним польським загонам, послабити королівство й забезпечити тили основної групи монголоьських військ, що атакувало Угорщину. Водночас було захоплено чималу здобич. Друга кампанія виявилася частково успішною, оскільки незважаючи на захоплення основних міста Малої Польщі, невдалося суттєво послабити Польське короллівство, щоб забезпечити тривале невтручання його в справи васалів Золотої Орди. Третя військова кампанія Золотої Орди виявилася зовсім провальною, що призвело до тактики оборони вже підкорених земель Русі.
Для Польщі перші два монгольських вторгнення призвели до значних руйнувань міст, жертв серед населення та завдання економічного удару Малої Польщі, Куявії та частково Мазовії. Той же самий результат мало третє монгольське вторгнення. Незважаючи загалом на успіх польських військ. В результаті все це призвело до посилення ваги князів Великої Польщі та Куявії, які зуміли зберегти війська та господарський розвиток підвладних земель. З часом саме вони очолили об'єднання Польського королівства.